# Lijst van voetbalinterlands Australië - Mexico (vrouwen)
Deze lijst van voetbalinterlands is een overzicht van alle officiële voetbalinterlands tussen de nationale vrouwenteams van Australië en Mexico. De landen hebben tot nu toe elf keer tegen elkaar gespeeld.

## Wedstrijden
| №  | Plaats      | Datum           | Competitie        | Wedstrijd          | Uitslag |
| -- | ----------- | --------------- | ----------------- | ------------------ | ------- |
| 1  | Canberra    | 29 januari 2003 | Vriendschappelijk | Australië − Mexico | 2 − 0   |
| 2  | Mexico-Stad | 8 juli 2004     | Vriendschappelijk | Mexico − Australië | 1 − 2   |
| 3  | Guadalajara | 11 juli 2004    | Vriendschappelijk | Mexico − Australië | 2 − 0   |
| 4  | Athene      | 6 augustus 2004 | Vriendschappelijk | Australië − Mexico | 1 − 0   |
| 5  | El Paso     | 19 oktober 2005 | Vriendschappelijk | Mexico − Australië | 0 − 2   |
| 6  | Melbourne   | 25 mei 2006     | Vriendschappelijk | Australië − Mexico | 2 − 1   |
| 7  | Melbourne   | 28 mei 2006     | Vriendschappelijk | Australië − Mexico | 3 − 0   |
| 8  | Melbourne   | 30 mei 2006     | Vriendschappelijk | Australië − Mexico | 4 − 0   |
| 9  | Suwon       | 17 oktober 2010 | Vriendschappelijk | Australië − Mexico | 3 − 1   |
| 10 | Göttingen   | 20 juni 2011    | Vriendschappelijk | Australië − Mexico | 3 − 2   |
| 11 | San Antonio | 9 april 2024    | Vriendschappelijk | Australië − Mexico | 2 − 0   |

## Samenvatting
| Competitie        | Totaal gespeeld | Winst Australië | Gelijk | Winst Mexico | Doelsaldo Australië – Mexico |
| ----------------- | --------------- | --------------- | ------ | ------------ | ---------------------------- |
| Vriendschappelijk | 11              | 10              | 0      | 1            | 24 − 7                       |
| Totaal            | 11              | 10              | 0      | 1            | 24 − 7                       |